# Wolfango Montanari
Wolfango Montanari (* 16. Mai 1931 in Terni; † 23. Februar 2021 ebenda) war ein italienischer Leichtathlet.

## Biografie
Wolfango Montanari startete bei den Olympischen Sommerspielen 1952 in Helsinki im Wettkampf über 100 Meter, schied dort jedoch als Siebter seines Vorlaufes aus. Ein Jahr zuvor hatte Montanari bei den Mittelmeerspielen in Alexandria die Goldmedaille mit der 4-mal-100-Meter-Staffel sowie Bronze über 100 und 200 Meter gewonnen. Auch bei den Mittelmeerspielen 1955 im spanischen Barcelona war Montanari erfolgreich und gewann eine weitere Bronzemedaille über 100 Meter und erneut Gold mit der Staffel.
Zwischen 1951 und 1957 nahm er für Italien an 14 Länderkämpfen teil.
Nach seiner Karriere förderte er innerhalb des Comitato Olimpico Nazionale Italiano junge Sportler.
Der Asteroid (14077) Volfango wurde nach ihm benannt.